# Psychoda quadricornis
Psychoda quadricornis és una espècie d'insecte dípter pertanyent a la família dels psicòdids.

## Descripció
- La femella fa 0,90-1,05 mm de llargària a les antenes, mentre que les ales li mesuren 1,65-1,95 de longitud i 0,70-0,87 d'amplada.
- El mascle no ha estat encara descrit.
- Les antenes presenten 15 segments.[2]

## Distribució geogràfica
Es troba a Nova Guinea.